# Армия «Трясогузки» снова в бою
«Армия „Трясогузки“ снова в бою» — советский фильм режиссёра Александра Лейманиса.

## Сюжет
Продолжение фильма «Армия Трясогузки».
Красный разведчик Платайс под видом богатого коммерсанта приезжает с Микой (по документам купца Загурского и его дочери) в город, занятый белыми. Они должны пробраться на одну из станций и с помощью партизан перерезать железную дорогу.
Сюда же попали Трясогузка и Цыган, сдружившиеся с группой беспризорных. Платайс знакомится с подполковником Свиридовым и оказывается в курсе событий, происходящих в городе. Благодаря его самоотверженности и, конечно, помощи наших юных героев белогвардейские офицеры разоружены.

## В ролях
- Виктор Холмогоров — Трясогузка
- Юрий Коржов — Цыган
- Айварс Галвиньш — Мика-Мэри
- Гунар Цилинский — Платайс-Загурский (озвучивает Артём Карапетян)
- Айварс Лейманис — Малявка
- Эгонс Майсакс — Хрящ
- Виктор Гусев — Шило
- Лена Кокоревич — Варя
- Наташа Беликова — Зина
- Иван Дмитриев — Свиридов
- Иван Рыжов — старик
- Байба Индриксоне — Габриэлла-Велта
- Эдуард Павулс — Лапотник
- Борис Никифоров — управляющий
- Вера Титова — трактирщица
- Владимир Волчик — Бедряков
- Александр Боярский — адъютант
- Дмитрий Бокалов — поп
- Владимир Васильев — трактирщик
- Арнис Лицитис — посетитель трактира

## Прокат
32,2 млн зрителей (18 строчка кинопроката СССР 1968 года)